# 苏珊·奈特
苏珊·奈特（英語：Susan Knight，1942年3月23日—2009年5月29日），澳大利亚女子跳水运动员。她曾代表澳大利亚参加1962年和1966年大英帝国和英联邦运动会跳水比赛，获得二枚金牌和一枚铜牌。她也曾参加1960年和1964年夏季奥运会。